# Sigismund Streit
Sigismund Streit (Berlin,1687 - 1775) était une personnalité prussienne, un éminent marchand et mécène de l'art à Venise au XVIIIe siècle.

## Biographie
Sigismund Streit est né à Berlin et est arrivé à Venise où il a fait fortune en 1709. Il mourut sans enfants et a légué sa collection comme fondation à des institutions prussiennes (comme le lycée berlinois du monastère franciscain).
Sa collection possédait des toiles de Canaletto, Antoine Pesne, Jacopo Amigoni, Francesco Zuccarelli et Giuseppe Nogari.
Il a été un contemporain d'un autre important mécène allemand Johann Matthias von der Schulenburg.